# Employment
Employment ist das Debütalbum der britischen Indie-Rock-Band Kaiser Chiefs. Die Platte erschien am 7. März 2005 bei B-Unique (Universal).

## Entstehung
Nach der Veröffentlichung ihrer ersten Single „Oh My God“ beim Label Drowned In Sound, die auch in die Charts einsteigen konnte, wurden die Kaiser Chiefs vom Label B-Unique unter Vertrag genommen. Dort erschien auch die zweite Single „I Predict a Riot“, die sich auf Platz 22 in den Charts platzierte. Dadurch wurde das Major-Label Universal auf die Gruppe aufmerksam und brachte sie mit Produzent Stephen Street (unter anderem Blur, The Cranberries) zusammen, um das erste Album der Band aufzunehmen.

## Rezeption
Plattentests.de empfahl das Album und schrieb, Employment sei „poppig und eingängig“. Die Band „bediene“ sich „beim Besten der Sechziger, Siebziger, Achtziger, Neunziger und von heute“, jedoch sei die Platte dennoch unterhaltsam.
Die Wiener Zeitung bezeichnete die Kaiser Chiefs als eine Mischung aus Franz Ferdinand und Dogs Die In Hot Cars. Der Hype im Vereinigten Königreich sei durchaus gerechtfertigt, jedoch bleibe abzuwarten, ob der Gruppe ein ähnlich lang anhaltender Erfolg beschieden sei.

## Titelliste
1. Everyday I Love You Less And Less – 3:37
2. I Predict A Riot  – 3:53
3. Modern Way – 4:03
4. Na Na Na Na Naa – 3:00
5. You Can Have It All – 4:35
6. Oh My God – 3:34
7. Born To Be A Dancer – 3:30
8. Saturday Night – 3:26
9. What Did I Ever Give You? – 4:09
10. Time Honoured Tradition – 2:45
11. Caroline, Yes – 4:10
12. Team Mate – 3:24 (Nicht auf allen Ausgaben enthalten)

Alle Stücke wurden von Andrew White, Nick Baines, Nick Hodgson, Ricky Wilson und Simon Rix geschrieben.